# Jean-Christophe Keck
Pour l’article homonyme, voir Keck.
Jean-Christophe Keck est un musicologue et chef d'orchestre né en 1964 à Briançon (Hautes-Alpes). Il est l'un des plus grands spécialistes de Jacques Offenbach, et il est directeur de publication des œuvres complètes de Jacques Offenbach, Offenbach Edition Keck (OEK).

## Biographie
Issu du Conservatoire national supérieur de musique de Paris, il suit une formation musicale particulièrement éclectique : direction d’orchestre avec Jean-Sébastien Bérault, musicologie, composition avec Pierre Villette, chant avec Christiane Eda-Pierre, piano, etc. Parallèlement à une carrière de ténor (Opéra Bastille, Festival d'Aix-en-Provence, Opéra de Lyon, etc.), il se consacre très jeune à la direction. Il enregistre pour le cinéma, la radio et la télévision diverses œuvres dont plusieurs opéras-bouffes, génériques et musiques de films de sa composition.
Il est directeur musical de Pro 05, l’orchestre de chambre des Hautes-Alpes, ainsi que du Festival lyrique des châteaux de Bruniquel (Tarn-et-Garonne). Depuis 2004, il est directeur musical des concerts Offenbach de l’Orchestre des Concerts Pasdeloup. Il fonde en 2008 le label discographique Orphée 58, plus particulièrement consacré à la musique d’Offenbach.
Jean-Christophe Keck est reconnu en tant que spécialiste de l’œuvre de Jacques Offenbach. Directeur de l'Offenbach Edition Keck (OEK), l’édition monumentale critique publiée chez Boosey & Hawkes, ses travaux sont joués dans le monde entier, et particulièrement en Allemagne où il remporte deux années consécutives le Grand Prix des éditeurs musicaux. En France, le Festival de Radio-France et Montpellier crée en 2002 son édition du grand opéra romantique d’Offenbach, Les Fées du Rhin (il en a reconstitué la partition intégrale). La résurrection de ce chef-d’œuvre oublié a reçu, entre autres, le prix Michel Garcin de l’Académie du disque lyrique.
En 2005, il enregistre chez Accord/Universal Ballade Symphonique de Jacques Offenbach avec l’Orchestre national de Montpellier, puis Le Financier et le Savetier, et autre délices avec l’Orchestre des concerts Pasdeloup. L’Opéra-Théâtre de Metz crée son opéra-bouffe Monsieur de Chimpanzé, sur un livret original de Jules Verne, en 2008.
Différentes personnalités du monde musical font appel à lui comme conseiller artistique, et particulièrement Marc Minkowski avec lequel il a participé aux productions de La Belle Hélène, Les Contes d'Hoffmann, La Grande-duchesse de Gérolstein ou l'enregistrement du Concerto militaire pour violoncelle et orchestre (ces deux derniers enregistrements ayant été primés d'un Diapason d’or).
Il est également producteur à France Musique, où il anime régulièrement des émissions et collabore avec la revue L’Avant-Scène Opéra (Les Contes d’Hoffmann).

## Discographie
En tant que chef d'orchestre
- Ballade Symphonique, Orchestre national de Montpellier, Accord, 2005[4]
- Le Financier et le Savetier, et autre délices, Orchestre des Concerts Pasdeloup, Accord, 2007
- Folies dansantes chez Jacques Offenbach, Solistes de l'Orchestre des Concerts Pasdeloup, Orphée 58, 2008. Quadrilles et fantaisies par Strauss, Métra, Marx et Dufils.

En tant que musicologue
- Les Fées du Rhin (en allemand), Orchestre national de Montpellier, Friedemann Layer (dir.), Accord, 2003
- La Grande-Duchesse de Gérolstein avec Felicity Lott, Yann Beuron et François Le Roux, Marc Minkowski (dir.), Virgin classics, 2005
- Concerto pour violoncelle et orchestre dit « Concerto militaire » avec le violoncelliste Jérôme Pernoo, Marc Minkowski (dir.), Archiv Produktion, 2006